# Jean Walker-Smith
Jean Walker-Smith, née le 17 mars 1924 à Dulwich et morte le 23 février 2010, est une joueuse de tennis britannique des années 1940 et 1950.

## Biographie
Jean Walker-Smith a étudié à la Roedean School à Brighton. Elle a travaillé dans une usine d'armement pendant la Seconde Guerre mondiale.
Classée meilleure joueuse britannique au début des années 1950, elle a notamment atteint les demi-finales des Internationaux de France et du Championnat des États-Unis en 1951. Au tournoi de Wimbledon, elle a accédé à trois reprises aux quarts de finale. Elle est finaliste du British Hard Court en 1951 conter Doris Hart. Elle a été classée à la fin de cette saison no 5 mondiale par Lance Tingay du Daily Telegraph.
Elle a été membre de l'équipe de Grande-Bretagne lors de la Wightman Cup en 1951 et 1952.

## Palmarès (partiel)

### Titre en simple dames
| No | Date | Nom et lieu du tournoi              | Catégorie | Surface      | Finaliste          | Score    |  |
| -- | ---- | ----------------------------------- | --------- | ------------ | ------------------ | -------- |  |
| 1  | 1950 | Coupe Faucigny Lucinge, Monte-Carlo |           | Terre (ext.) | Anne-Marie Seghers | 7-5, 6-3 |  |

### Finale en simple dames
| No | Date | Nom et lieu du tournoi          | Catégorie | Surface      | Vainqueure | Score    |  |
| -- | ---- | ------------------------------- | --------- | ------------ | ---------- | -------- |  |
| 1  | 1951 | British Hard Court, Bournemouth |           | Terre (ext.) | Doris Hart | 6-4, 8-6 |  |

### Titre en double dames
| No | Date | Nom et lieu du tournoi       | Catégorie | Surface      | Partenaire    | Finalistes                   | Score         |  |
| -- | ---- | ---------------------------- | --------- | ------------ | ------------- | ---------------------------- | ------------- |  |
| 1  | 1950 | Internationaux d'Italie Rome |           | Terre (ext.) | Jean Quertier | Betty Hilton Kathleen Tuckey | 1-6, 6-3, 6-2 |  |

### Finale en double dames
| No | Date       | Nom et lieu du tournoi    | Catégorie | Surface      | Vainqueures                  | Partenaire  | Score    |  |
| -- | ---------- | ------------------------- | --------- | ------------ | ---------------------------- | ----------- | -------- |  |
| 1  | 09-04-1950 | Iliffe Trophy Monte-Carlo |           | Terre (ext.) | Gussy Moran Barbara Scofield | Joy Hibbert | 6-2, 6-4 |  |

## Parcours en Grand Chelem (partiel)
Si l’expression « Grand Chelem » désigne classiquement les quatre tournois les plus importants de l’histoire du tennis, elle n'est utilisée pour la première fois qu'en 1933, et n'acquiert la plénitude de son sens que peu à peu à partir des années 1950.

### En simple dames
| Année | Championnat d'Australie | Championnat d'Australie | Internationaux de France | Internationaux de France | Wimbledon       | Wimbledon        | US National | US National |
| ----- | ----------------------- | ----------------------- | ------------------------ | ------------------------ | --------------- | ---------------- | ----------- | ----------- |
| 1947  | -                       | -                       | -                        | -                        | 1er tour (1/64) | Betty Hilton     | -           | -           |
| 1948  | -                       | -                       | -                        | -                        | 1er tour (1/64) | Patricia Canning | -           | -           |
| 1949  | -                       | -                       | -                        | -                        | 1/4 de finale   | Patricia Canning | -           | -           |
| 1950  | -                       | -                       | -                        | -                        | 3e tour (1/16)  | M. Osborne       | -           | -           |
| 1951  | -                       | -                       | 1/2 finale               | Doris Hart               | 1/4 de finale   | Shirley Fry      | 1/2 finale  | Shirley Fry |
| 1952  | -                       | -                       | -                        | -                        | 1/4 de finale   | Shirley Fry      | -           | -           |

À droite du résultat, l’ultime adversaire.

### En double dames
| Année | Championnat d'Australie | Championnat d'Australie | Internationaux de France | Internationaux de France | Wimbledon                     | Wimbledon                  | US National | US National |
| ----- | ----------------------- | ----------------------- | ------------------------ | ------------------------ | ----------------------------- | -------------------------- | ----------- | ----------- |
| 1947  | -                       | -                       | -                        | -                        | 2e tour (1/16) E. Smith       | Joy Gannon Jean Quertier   | -           | -           |
| 1948  | -                       | -                       | -                        | -                        | 2e tour (1/16) Elizabeth Batt | W. Lincoln Jean Nicholl    | -           | -           |
| 1949  | -                       | -                       | -                        | -                        | 1/4 de finale P. Rodgers      | Gussy Moran P. Canning     | -           | -           |
| 1950  | -                       | -                       | -                        | -                        | 1er tour (1/32) Jean Quertier | Gussy Moran P. Canning     | -           | -           |
| 1951  | -                       | -                       | 1/2 finale Jean Quertier | Shirley Fry Doris Hart   | 1/4 de finale Joy Gannon      | Louise Brough M. Osborne   | -           | -           |
| 1952  | -                       | -                       | -                        | -                        | 1/4 de finale H. Fletcher     | S. Partridge Jean Quertier | -           | -           |

Sous le résultat, la partenaire ; à droite, l’ultime équipe adverse.